# Jambon alla brace di Saint-Oyen
Il Jambon alla brace di Saint-Oyen, in francese Jambon à la braise de Saint-Oyen, è un prosciutto, cosparso con un battuto di erbe aromatiche e sale, rosolato lentamente allo spiedo su bracieri alimentati da fuoco di legna, tipico della Valle d'Aosta.
Il prosciutto alla brace di Saint-Oyen è riconosciuto prodotto agroalimentare tradizionale (P.A.T.) con Decreto del 10 luglio 2006, pubblicato sulla Gazzetta Ufficiale. La lavorazione deve avvenire solo ed esclusivamente nel comune valdostano che gli dà il nome.
Ogni anno durante il primo weekend di agosto nel comune di Saint-Oyen si tiene la Sagra del jambon alla brace, nella valle del Gran San Bernardo ai piedi dell'omonimo colle.